# 兵庫県立上郡高等学校
兵庫県立上郡高等学校（ひょうごけんりつ かみごおりこうとうがっこう）は、兵庫県赤穂郡上郡町にある公立高等学校。

## 学科
- 普通科
  - 健康科学類型
- 農業生産科（農業と園芸分野）
- 地域環境科（園芸と土木分野）

## 沿革

### 上郡高等女学校
- 1902年6月 - 村尾よし女史、赤穂郡高田村に私立村尾裁縫女学校を設立
- 1921年8月 - 赤穂郡上郡村外４カ村学校組合立村尾実践女学校設立
- 1928年4月 - 兵庫県村尾高等女学校と改称
- 1929年3月 - 兵庫県上郡高等女学校と改称
- 1931年3月 - 県営移管、兵庫県立上郡高等女学校と改称
- 1948年4月 - 学制改革により兵庫県立上郡高等学校と改称

### 上郡農学校
- 1906年6月 - 赤穂郡上郡村外5カ村組合立上郡乙種農業学校設置[1]
- 1910年11月 - 赤穂郡上郡村外5カ村組合立上郡農学校と改称[2]
- 1912年4月 - 赤穂郡立上郡農学校と改称[3]
- 1922年4月 - 県営移管、兵庫県立上郡農学校と改称[4]
- 1943年2月 - 農業土木科設置[5]
- 1948年4月 - 学制改革により兵庫県立上郡農業高等学校と改称

### 兵庫県立上郡高等学校
- 1948年9月 - 兵庫県立上郡高等学校と上郡農業高等学校を統合し、兵庫県立上郡高等学校となる
- 1971年 - 旧校の2校舎を1つに統合
- 2020年 - 園芸科・農業科・農業土木科を農業生産科・地域環境科に改編

## 出身者
- 大上司（元衆議院議員、上郡農学校卒）
- 寺本章子（タレント、リポーター）
- 藤田義明（元相生市長）